# Seznam brasilských biskupů a arcibiskupů
Toto je seznam biskupů a od r. 1966 arcibiskupů v brazilském hlavním městě Brasília.
- Jose Newton de Almeida Baptista (1960 – 1984) – od r. 1966 arcibiskup-metropolita
- José Freire Falcão (1984 – 2004)
- João Braz de Aviz (2004 – 2011), pak prefekt Kongregace pro společnosti zasvěceného života a společnosti apoštolského života
- Sérgio da Rocha (15. června 2011 - 2020)
- Paulo Cezar Costa, od 21. října 2020